# Barbara König (Informatikerin)
Barbara König ist eine deutsche Informatikerin. Sie leitet den Lehrstuhl für Theoretische Informatik an der Fakultät für Informatik der Universität Duisburg-Essen.

## Werdegang
König studierte von 1990 bis 1995 an der Technischen Universität München und war dort anschließend bis 2003 als wissenschaftliche Mitarbeiterin am Lehrstuhl für Informatik II tätig. 1999 wurde sie bei Jürgen Eickel mit einer Dissertation zum Thema „Description and Verification of Mobile Processes with Graph Rewriting Techniques“ promoviert. Von 2003 bis 2006 leitete sie eine Emmy Noether Nachwuchsforschungsgruppe an der Universität Stuttgart. Auf Grund einer Habilitationsschrift zu „Analysis and verification of systems with dynamically evolving structure“ wurde ihr dort 2005 die Venia Legendi erteilt. 2006 folgte sie dem Ruf auf eine Professur an der Universität Duisburg-Essen, wo sie am Campus Duisburg seither den Lehrstuhl für Theoretische Informatik an der Fakultät für Informatik leitet.
Ihre Forschungsschwerpunkte liegen in den Bereichen Verifizierung, Programmanalyse, Parallele Programmierung, Graphersetzung und Petri-Netze.

## Auszeichnungen
- Duisburg-Essener Lehrpreis 2013[3]
- seit Mai 2010 Mitglied von AcademiaNet nach Nominierung durch die Deutsche Forschungsgemeinschaft[4]

## Publikationen (Auswahl)
- Filippo Bonchi, Fabio Gadducci, Barbara König: Synthesising CCS bisimulation using graph rewriting. In: Information and Computation 207, 2009. S. 14–40. doi:10.1016/j.ic.2008.10.005
- Paolo Baldan, Andrea Corradini, Barbara König: A framework for the verification of infinite-state graph transformation systems. In: Information and Computation 206, 2008. S. 869–907. doi:10.1016/j.ic.2008.04.002
- Salil Joshi, Barbara König: Applying the graph minor theorem to the verification of graph transformation systems. In: Proceedings of CAV '08, S. 214–226. Springer, 2008. doi:10.1007/978-3-540-70545-1_21 (eingeschränkte Vorschau)
- Cormac Flanagan, Barbara König: Tools and Algorithms for the Construction and Analysis of Systems Springer 2012, ISBN 978-3-642-28756-5 (eingeschränkte Vorschau)
- Holger Giese, Barbara König: Graph Transformation Springer, 2014, ISBN 978-3-319-09108-2 (eingeschränkte Vorschau)
- Joost-Pieter Katoen, Barbara König: Concurrency Theory Springer, 2011, ISBN 978-3-642-23217-6 (eingeschränkte Vorschau)